# Clase Lada
El Proyecto 677 Лада (Lada) es una clase de  submarino diseñado por la Oficina de diseño Rubin rusa. La clase es nominada como la clase  Petersburg (o Sankt Peterburg o  Peterburg)  , por su buque principal. El programa se desarrolló como un submarino diésel-eléctrico de "cuarta generación" ; se cree que fue construido como una versión muy mejorada del Project 636 Clase Kilo más silencioso, con sistemas de armas mejorados y  Propulsión independiente de aire, lo que le permite mantenerse bajo el agua durante semanas.

## Marco teórico
El motor diésel-eléctrico "Varshavyanka", fue desarrollado en la URSS en la década de 1970. La quietud y el sigilo del barco le ganó en el Oeste el apodo de "Agujero Negro". Armado con minas, torpedos y misiles. Fue exportado a China, Vietnam y Argelia. Se han construido más de 20 embarcaciones de este tipo (Clase Kilo).
El "Lada", diseñado como un proyecto de desarrollo de "Varshavyanka" en la década de 1990. El primer barco, "San Petersburgo", fue colocado en quilla en 1997, y botado al agua en 2004. Especialmente para el "Lada", se diseñó y construyó un nuevo motor silencioso y cerca de 170 dispositivos y sistemas que no se habían producido en Rusia.

## Historia
El primer barco , el B-585 "Sankt Peterburg", fue botado en octubre de 2004 comenzando sus primeras pruebas de mar en noviembre de 2005. Después de intensas pruebas fue transferido a la Marina Rusa en noviembre de 2010. Otros dos barcos estuvieron en construcción por los Astilleros del Almirantazgo con planes de construir de 4 a 6 barcos hasta 2015. La Marina rusa elevó un pedido para una fuerza de ocho submarinos Clase Lada.
En noviembre de 2011 la Armada rusa decidió no aceptar la entrada en servicio del Lada, ya que el prototipo había fallado en muchos de los requisitos exigidos durante los ensayos.  El prototipo se mantendría como banco para experimentar con diversos sistemas, mientras la construcción de los barcos restantes de la clase sería congelada. No obstante, en 2012 el comandante en jefe de la Armada Rusa anunció que se proseguiría con su desarrollo, tras haberlo sometido a varios cambios de diseño importantes. Así, en 2015 estaban en construcción el B-586 "Kronshtadt" y el B-587 "Velikiye Luki", y está a la oferta la variante de exportación Amur. Hay al menos una cuarta unidad prevista para 2019.

## Características
Los submarinos Proyecto 677 Clase Lada  son una serie de submarinos diésel - eléctricos desarrollados en la década de 1990. El diseñador general del proyecto es Yury Kormilitsyn. Característica única del proyecto es la combinación de pequeño tamaño y bajo ruido con armamento poderoso , compuesto por una mezcla de misiles y torpedos y el uso de pilas generadoras de electricidad a partir de combustible de hidrógeno y oxígeno.
Los submarinos están diseñados para la guerra antisubmarina y antisuperficie,  defensa de bases navales, vías navegables de costa y mar, así como para realizar reconocimiento.
El diseño monocasco fue usado durante la construcción de submarinos por primera vez desde los años 40.
En comparación con la Clase Kilo- de doble casco, su desplazamiento de superficie se redujo un 25 por ciento: de 2.300 a 1.765 toneladas. La velocidad en inmersión total aumentó de 19 hasta 21 nudos. La tripulación se ha redujo desde 52 a 34; y la autonomía aumentó hasta 45 días. Los submarinos tipo Lada se comercializan como siendo comparativamente menos caros en comparación con proyectos extranjeros, como el tipo 212 alemán-italiano o el franco-español Scorpene.
Este submarino está equipado con sistema de control automatizado de combate Litiy
Varias pequeñas variantes como el proyecto 1650 clase Amur (Амур) nombrada por el Río Amur  han sido diseñados para la exportación.

## Lista de submarinos

Corte esquemático de un Clase Lada.

| Clase Lada | Clase Lada             | Clase Lada | Clase Lada | Clase Lada | Clase Lada    | Clase Lada | Clase Lada         |
| #          | Nombre                 | Proyecto   | Inicio     | Botado     | Asignado      | Flota      | Estatus            |
| ---------- | ---------------------- | ---------- | ---------- | ---------- | ------------- | ---------- | ------------------ |
| 1          | B-585 Sankt Petersburg | 677D       | 16.12.1997 | 18.10.2004 | 21.09.2021    | BÁLTICO    | En servicio        |
| 2          | B-586 Kronsdtat        | 677M       | 09.07.2013 | 20.09.2018 | 31.01.2024    | BÁLTICO    | En servicio        |
| 3          | B-587 Veliki Luki      | 677M       | 19.03.2015 | 23.12.2022 | Previsto 2024 | BÁLTICO    | En pruebas         |
| 4          | B-??? Volodga          | 677M       | 12.06.2022 |            | Previsto 2025 | BÁLTICO    | En construcción    |
| 5          | B-??? Yaroslav         | 677M       | 12.06.2022 |            | Previsto 2026 | BÁLTICO    | En construcción    |
| 6          | B-???                  | 677M       |            |            |               | BÁLTICO    | Contratado en 2022 |

## Desarrollos
Del Proyecto 677 se desarrollaron cinco variantes:
- Proyecto 677 Lada , el submarino oceánico de guerra ruso,
- Proyecto 677 Amur-1650 ,
- Proyecto 677 Amur-950 , variante de exportación con el sistema de misiles antibuque SS-N-26 , o en combinación también con el sistema de SS-N-27 (S Club)[11][12][13][14]
- Proyecto 677 Amur-1850 , la variante más grande de exportación, incluido el diseño para apoyo de hombres rana
- Proyecto 677 Amur-550 , la versión más pequeña de exportación basada en el "Amur 950", para su uso en las aguas costeras.

### Submarinos similares
- Clase U-212
- Clase U-214
- Clase Scorpène
- Clase S-80
- Clase Gotland